# ادوات (گروهان)
گروهان ادوات از جمله ۴ یا ۵ گروهان موجود در داخل یک گردان نیروی زمینی می‌باشد که کارکنان پایور و وظیفه این گروهان عموما در دسته‌های خمپاره‌انداز ۱۲۰ میلیمتری، راکت‌انداز ۱۰۷ میلیمتری، موشک‍‌انداز تاو، دسته کونکورس و مخابرات سازماندهی می‌شوند. در تیپ ۵۵ هوابرد گروهان ارکان و ادوات ادغام گشته‌اند.